# Giora Spiegel
Giora Spiegel (גיורא שפיגל; Petah Tiqwa, 27 luglio 1947) è un allenatore di calcio ed ex calciatore israeliano, di ruolo centrocampista.

## Statistiche

### Cronologia presenze e reti in Nazionale
| Cronologia completa delle presenze e delle reti in nazionale ― Israele | Cronologia completa delle presenze e delle reti in nazionale ― Israele | Cronologia completa delle presenze e delle reti in nazionale ― Israele | Cronologia completa delle presenze e delle reti in nazionale ― Israele | Cronologia completa delle presenze e delle reti in nazionale ― Israele | Cronologia completa delle presenze e delle reti in nazionale ― Israele | Cronologia completa delle presenze e delle reti in nazionale ― Israele | Cronologia completa delle presenze e delle reti in nazionale ― Israele |
| Data                                                                   | Città                                                                  | In casa                                                                | Risultato                                                              | Ospiti                                                                 | Competizione                                                           | Reti                                                                   | Note                                                                   |
| ---------------------------------------------------------------------- | ---------------------------------------------------------------------- | ---------------------------------------------------------------------- | ---------------------------------------------------------------------- | ---------------------------------------------------------------------- | ---------------------------------------------------------------------- | ---------------------------------------------------------------------- | ---------------------------------------------------------------------- |
| 21-11-1965                                                             | Ramat Gan                                                              | Israele                                                                | 1 – 2                                                                  | Bulgaria                                                               | Qual. Mondiali 1966                                                    | -                                                                      |                                                                        |
| 12-10-1966                                                             | Tel Aviv                                                               | Israele                                                                | 1 – 2                                                                  | Uruguay                                                                | Amichevole                                                             | -                                                                      |                                                                        |
| 3-12-1966                                                              | Tel Aviv                                                               | Israele                                                                | 0 – 0                                                                  | Polonia                                                                | Amichevole                                                             | -                                                                      |                                                                        |
| 14-2-1968                                                              | Tel Aviv                                                               | Israele                                                                | 2 – 1                                                                  | Svizzera                                                               | Amichevole                                                             | -                                                                      | 64’                                                                    |
| 19-2-1968                                                              | Tel Aviv                                                               | Israele                                                                | 0 – 3                                                                  | Svezia                                                                 | Amichevole                                                             | -                                                                      | 46’                                                                    |
| 12-5-1968                                                              | Tehran                                                                 | Hong Kong                                                              | 1 – 6                                                                  | Israele                                                                | Coppa d'Asia 1968                                                      | 2                                                                      |                                                                        |
| 14-5-1968                                                              | Tehran                                                                 | Birmania                                                               | 1 – 0                                                                  | Israele                                                                | Coppa d'Asia 1968                                                      | -                                                                      |                                                                        |
| 17-5-1968                                                              | Tehran                                                                 | Israele                                                                | 4 – 1                                                                  | Taiwan                                                                 | Coppa d'Asia 1968                                                      | 1                                                                      |                                                                        |
| 19-5-1968                                                              | Tehran                                                                 | Iran                                                                   | 2 – 1                                                                  | Israele                                                                | Coppa d'Asia 1968                                                      | 1                                                                      |                                                                        |
| 10-9-1968                                                              | Tel Aviv                                                               | Israele                                                                | 2 – 3                                                                  | Irlanda del Nord                                                       | Amichevole                                                             | -                                                                      |                                                                        |
| 15-9-1968                                                              | New York                                                               | Stati Uniti                                                            | 3 – 3                                                                  | Israele                                                                | Amichevole                                                             | 1                                                                      |                                                                        |
| 25-9-1968                                                              | Filadelfia                                                             | Stati Uniti                                                            | 0 – 4                                                                  | Israele                                                                | Amichevole                                                             | -                                                                      |                                                                        |
| 19-2-1969                                                              | Tel Aviv                                                               | Israele                                                                | 2 – 3                                                                  | Svezia                                                                 | Amichevole                                                             | 1                                                                      |                                                                        |
| 12-3-1969                                                              | Tel Aviv                                                               | Israele                                                                | 3 – 3                                                                  | Grecia                                                                 | Amichevole                                                             | -                                                                      |                                                                        |
| 23-4-1969                                                              | Ramat Gan                                                              | Israele                                                                | 1 – 1                                                                  | Austria                                                                | Amichevole                                                             | -                                                                      |                                                                        |
| 25-8-1969                                                              | Stoccolma                                                              | Svezia                                                                 | 3 – 1                                                                  | Israele                                                                | Amichevole                                                             | -                                                                      |                                                                        |
| 28-9-1969                                                              | Ramat Gan                                                              | Israele                                                                | 4 – 0                                                                  | Nuova Zelanda                                                          | Qual. Mondiali 1970                                                    | 1                                                                      |                                                                        |
| 1-10-1969                                                              | Ramat Gan                                                              | Nuova Zelanda                                                          | 0 – 2                                                                  | Israele                                                                | Qual. Mondiali 1970                                                    | 1                                                                      |                                                                        |
| 4-12-1969                                                              | Ramat Gan                                                              | Israele                                                                | 1 – 0                                                                  | Australia                                                              | Qual. Mondiali 1970                                                    | 1                                                                      |                                                                        |
| 14-12-1969                                                             | Sydney                                                                 | Australia                                                              | 1 – 1                                                                  | Israele                                                                | Qual. Mondiali 1970                                                    | -                                                                      |                                                                        |
| 2-6-1970                                                               | Puebla                                                                 | Uruguay                                                                | 2 – 0                                                                  | Israele                                                                | Mondiali 1970 - 1º turno                                               | -                                                                      |                                                                        |
| 7-6-1970                                                               | Toluca                                                                 | Svezia                                                                 | 1 – 1                                                                  | Israele                                                                | Mondiali 1970 - 1º turno                                               | -                                                                      |                                                                        |
| 11-6-1970                                                              | Toluca                                                                 | Italia                                                                 | 0 – 0                                                                  | Israele                                                                | Mondiali 1970 - 1º turno                                               | -                                                                      |                                                                        |
| 10-11-1970                                                             | Ramat Gan                                                              | Israele                                                                | 0 – 1                                                                  | Australia                                                              | Amichevole                                                             | -                                                                      |                                                                        |
| 12-3-1971                                                              | Tel Aviv                                                               | Israele                                                                | 2 – 1                                                                  | Svezia                                                                 | Amichevole                                                             | 1                                                                      |                                                                        |
| 23-2-1972                                                              | Tel Aviv                                                               | Israele                                                                | 2 – 1                                                                  | Norvegia                                                               | Amichevole                                                             | -                                                                      |                                                                        |
| 26-3-1980                                                              | Ramat Gan                                                              | Israele                                                                | 0 – 0                                                                  | Irlanda del Nord                                                       | Qual. Mondiali 1982                                                    | -                                                                      |                                                                        |
| 18-6-1980                                                              | Solna                                                                  | Svezia                                                                 | 1 – 1                                                                  | Israele                                                                | Qual. Mondiali 1982                                                    | -                                                                      |                                                                        |
| 12-11-1980                                                             | Ramat Gan                                                              | Israele                                                                | 0 – 0                                                                  | Svezia                                                                 | Qual. Mondiali 1982                                                    | -                                                                      |                                                                        |
| Totale                                                                 |                                                                        | Presenze                                                               | 29                                                                     |                                                                        | Reti                                                                   | 10                                                                     |                                                                        |

## Palmarès

### Giocatore

#### Club

##### Competizioni nazionali
- Campionato israeliano: 3

Maccabi Tel Aviv: 1966-1968, 1969-1970, 1971-1972, 1978-1979
- Toto Cup: 4

Maccabi Tel Aviv: 1963-1964, 1964-1965, 1966-1967, 1969-1970

##### Competizioni internazionali
- AFC Champions League: 2

Maccabi Tel Aviv: 1969, 1971

#### Individuale
- Capocannoniere della  Coppa d'Asia: 1

Iran 1968 (4 reti, a pari merito con Moshe Romano e Homayoun Behzadi)

### Allenatore
- Campionato israeliano: 2

Bnei Yehuda: 1989-1990
Maccabi Haifa: 1993-1994
- Coppa d'Israele: 2

Maccabi Haifa: 1994-1995, 1997-1998
- Toto Cup: 3

Hapoel Petah Tiqwa: 1986
Bnei Yehuda: 1991-1992
Maccabi Haifa: 1993-1994